# 헵번 법
헵번 법(Hepburn Act)은 주간통상위원회(Interstate Commerce Commission, ICC)에 철도요금 최대 인상률을 정할 권한을 주고, 사법권을 확대한 1906년 미국 연방법이다. 이것은 우선적 선적권자들의 자유통행을 단절시키는 역할을 했다. 게다가, ICC는 철도의 재정적 기록과 표준화된 부기시스템으로 단순화된 업무를 열람할 수 있었다. 저항을 하던 철도업자들에게, ICC의 조건은 사법적 판단이 다른 판결을 내릴 때까지, 유효했다. 햅번 법에 의해, ICC의 권한은 교량, 터미널, 페리, 철도 침대차, 고속버스 회사, 정유 파이프라인 회사까지 확대되었다.